# Leslie Manigat
Leslie François Manigat (Port-au-Prince, 13 d'agost de 1930 − Ibidem, 27 de juny de 2014) fou un polític haitià.
Fou escollit President Constitucional d'Haití en les qüestionades eleccions de juny de 1988, però fou derrocat després de pocs mesos per un cop d'Estat militar perpetrat per Henri Namphy, el dictador militar neoduvalierista, antecessor en el càrrec i propi patrocinador de Manigat, i que no va tolerar que el destituís com a comandant en cap de les Forces Armades. Manigat, obligat a l'exili, tornà una dècada després al seu país.
Es va presentar per l'Agrupació de Demòcrates Nacionals Progressistes a les eleccions presidencials de 2006, i perdé davant René Préval.
Es va casar el 1970 amb Mirlande Manigat i va tenir tres fills.